# 克雷萨克-圣热尼
克雷萨克-圣热尼（法語：Cressac-Saint-Genis，法語發音：[kʁɛsak sɛ̃ ʒəni]）是法国夏朗德省的一个旧市镇，原属于昂古莱姆区。克雷萨克-圣热尼于1972年由原市镇克雷萨克（Cressac）和圣热尼德布朗扎克（Saint-Genis-de-Blanzac）合并而成。2017年，克雷萨克-圣热尼与临近市镇布朗扎克-波尔舍雷斯合并为新市镇科托迪布朗扎凯，新市镇属于干邑区。

## 地理
克雷萨克-圣热尼（45°26'47"N, 0°0'43"E）面积8.78 平方千米，位于法国新阿基坦大区夏朗德省，该省份为法国西部内陆省份，北起德塞夫勒省和维埃纳省，东临上维埃纳省，东南至多尔多涅省，南至多爾多涅省，西接滨海夏朗德省。
与克雷萨克-圣热尼接壤的市镇（或旧市镇、城区）包括：贝萨克、布朗扎克-波尔舍雷斯、德维亚、诺纳克、圣莱热。
克雷萨克-圣热尼的时区为UTC+01:00、UTC+02:00（夏令时）。

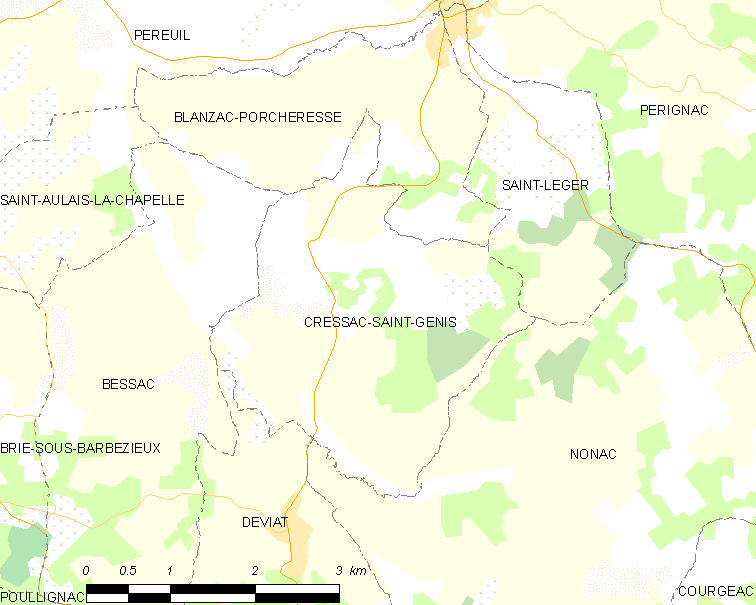
克雷萨克-圣热尼的OSM定位图

## 行政
克雷萨克-圣热尼的邮政编码为16250，INSEE市镇编码为16115。

## 政治
克雷萨克-圣热尼所属的省级选区为夏朗德南县。

## 人口

1962-2008年间克雷萨克-圣热尼人口变化图示

克雷萨克-圣热尼于2018年1月1日时的人口数量为157人。